# Macrosaccus
Genre
Macrosaccus est un genre de lépidoptères (papillons) de la famille des Gracillariidae, originaire d'Amérique. Le nom de genre dérive du grec ancien μακρο- (long) et σάκκος (sac) en référence à la forme des genitalia mâles .

## Liste d'espèces
Le genre regroupe cinq espèces, toutes indigènes du Nouveau monde :
- Macrosaccus gliricidius Davis, 2011
- Macrosaccus morrisella (Fitch, 1859)
- Macrosaccus neomexicanus Davis, 2011
- Macrosaccus robiniella (Clemens, 1859)
- Macrosaccus uhlerella (Fitch, 1859)

Il s'agit d'un genre nouvellement créé en 2011 pour regrouper trois espèces précédemment classées dans le genre Phyllonorycter : Macrosaccus robiniella, Macrosaccus morrisella et Macrosaccus uhlerella, auxquelles se sont ajoutées deux espèces décrites en 2011 par l'entomologiste américain, Donald Ray Davis : Macrosaccus neomexicanus et Macrosaccus gliricidius.
Selon NCBI (16 mars 2019) :
- Macrosaccus morrisella
- Macrosaccus robiniella (espèce type)